# 4019 Klavetter
4019 Klavetter (1981 EK14) là một tiểu hành tinh vành đai chính được phát hiện ngày 1 tháng 3 năm 1981 bởi S. J. Bus ở Siding Spring.